# Mundwerk
Mundwerk war ein deutschsprachiges A-cappella-Ensemble, das 2002 als reines Männerquartett in München gegründet wurde. Mit dem Wechsel zum gemischten Quintett verschob sich 2006 der musikalische Schwerpunkt vom Barbershop zu Pop und Jazz. Mundwerk war eine Münchner Gruppe, die weit über die Stadtgrenzen hinaus Bekanntheit erlangte.

## Geschichte
Mundwerk entstand im Herbst 2002 aus dem Projekt Wackeldackel. Wackeldackel waren fünf professionelle Sänger, die für den Anette-Betz-Verlag eine A-cappella-Begleit-CD für ein Kinderbuch aufgenommen haben, das neben zahlreichen Kinderliedern auch vertonte Gedichte von Christian Morgenstern, Ringelnatz und Goethe enthält. Drei von ihnen, Guido Vincent v. Weber, Jens Ickert und Hans-Jürgen Wieneke, gründeten danach gemeinsam mit Peter Möller das Ensemble Mundwerk.
2002 gab das Quartett sein Debüt auf dem Münchner Vokal-Total-Festival. Ein Lied aus dem Live-Mitschnitt findet sich auf dem A-cappella-Sampler Vokal Total 2003. Es folgte eine Einladung auf das Internationale A-cappella-Festival 2003 nach Graz, wo Mundwerk in der Sparte Comedy den 2. Platz belegte. 2004 verteidigte Mundwerk in Graz seinen Titel und gewann mit über 70 % der Gesamtstimmen auch die Publikumswertung. Im selben Jahr sang Mundwerk das Debütalbum „Groupies“ ein, bevor der Bass, Peter Möller, das Quartett verließ. Ersetzt wurde er durch Oliver Zunker.
2005 tourte Mundwerk mit seinem Programm „Am 8. Tag schuf Gott die Groupies“ durch Deutschland, Österreich und die Schweiz. Dabei trat die Gruppe unter anderem auf der Bundesgartenschau, der Zürcher Acappella-Nacht sowie gemeinsam mit Josef Pretterer auf dem Münchner A-cappella-Festival „Vokal Total“ auf.
Seinem Ursprung aus dem Barbershop geschuldet, lag der musikalische Schwerpunkt von Mundwerk bis zu diesem Zeitpunkt stilistisch auf Close-Harmony-Sätzen. 2006 richtete sich Mundwerk musikalisch jazziger im Stil von Neri Per Caso oder Take 6 aus. Birgit Pfirstinger und Susanne Mörtl ersetzten als Sopran und Alt den bisherigen Tenor Hans-Jürgen Wieneke.
Ab 2007 tourte Mundwerk erfolgreich mit dem neuen Programm Ober zack, ein Helles durch das deutschsprachige Europa. Sebastian Prittwitz ersetzte seit 2010 den Tenor Guido Vincent v. Weber.
Mit dem Programm „a cappella mit Köpfchen“ war Mundwerk ab 2011 unterwegs. Dabei ergaben sich auch erste Konzertreisen ins nicht-deutschsprachige Ausland, wie bspw. für das Goethe-Institut in Lille im Februar 2013. Der größte Erfolg des Ensembles, der Gewinn des Bayerischen Chorwettbewerbs in der Kategorie „Jazz, Vokal, etc.“ fiel ebenfalls in das Jahr 2013.
Ab Anfang 2013 war Christian Wolf festes Mitglied der Formation und trat damit die Nachfolge des bisherigen Basses Oliver Zunker an.
2015 übernahm der Sänger, Schauspieler und Regisseur Florian Volkmann die Tenor-Position von Sebastian Prittwitz.
Ab 2016 wurde der Tenorposten von Alexander Seitz bekleidet.

## Repertoire
Der Schwerpunkt des Repertoires lag bei „Mundwerk“ auf deutschsprachigen Liedern. Dabei hielten sich Eigenkompositionen, wie I g'hör da hie und Das ist doch gar nicht so schwer die Waage mit umgetexteten Klassikern wie Ober Zack ein Helles („Living Next Door to Alice“), einer szenischen Beschreibung der ersten Erfahrungen eines Rheinländers in einem Münchner Brauhaus, oder Literaturvertonungen wie Der Werwolf nach einem Gedicht von Christian Morgenstern. Getreu dem Bandnamen brachte Mundwerk immer wieder neue Lieder auf die Bühne, die sich mit der deutschen Sprache in all ihrem Facettenreichtum beschäftigen, beispielsweise der regelmäßig von Deutschlehrern als Anschauungsmaterial verwendete Song „Konjunktiv“, eine Hommage an antiquierte, aber durchaus noch „gültige“ Konjunktiv-Formen.

## Erfolge
- 2003: 2. Platz bei den internationalen A-cappella-Meisterschaften in Graz in der Kategorie „Comedy“
- 2004:3. Platz bei den deutschen Barbershop-Meisterschaften in Dortmund
- 2004: 2. Platz bei den internationalen A-cappella-Meisterschaften in Graz in der Kategorie „Comedy“
- 2004: 1. Platz bei den internationalen A-cappella-Meisterschaften in Graz für die Kategorie „Publikumswertung“ und Auszeichnung mit dem Ward Swingle Award
- 2009: 2. Platz beim Bayerischen Chorwettbewerb in der Kategorie „Vokalensembles - Jazz Vokal etc.“
- 2013: 1. Platz beim Bayerischen Chorwettbewerb in der Kategorie „Vokalensembles - Jazz Vokal etc.“
- 2014: 3. Platz beim 9. Deutschen Chorwettbewerb in der Kategorie „Vokalensembles - populäre Musik“

## Diskografie
- 2002: Schnipp, Schnapp, Schnorum (CD) Kinderbuch mit A-cappella-Album, Anette Betz Verlag, ISBN 3-219-11040-1
- 2003: Vocal Total 2003 (CD) (A-cappella-Sampler Mein Vater war ein ...)
- 2004: 7. Deutsches Barbershop Musikfestival (DVD) (Live-Mitschnitt I Got Rhythm und Redhead)
- 2004: Vocal Total 2004 (CD) (A-cappella-Sampler Groupies)
- 2005: Groupies (CD) (A-cappella-Album)
- 2006: 8. Deutsches Barbershop Musikfestival (DVD) (Live-Mitschnitt Lazybones und We're Beginning To Sing It Right)
- 2007: 6. Zürcher a cappella-Nacht (DVD) (30-minütiger Live-Mitschnitt des Auftritts)
- 2008: 9. Deutsches Barbershop Musikfestival (DVD) (Live-Mitschnitt Come Fly With Me und Yes Sir, That's My Baby)
- 2010: Deutscher Chorwettbewerb 2010 (CD) (Live-Mitschnitt)
- 2011: Gar nicht so schwer! (CD) (A-cappella-Album)
- 2012: A Cappella - Best Of (Doppel-CD) (A-cappella-Sampler Frère Jacques und Ober, zack, ´n Helles!) EMI